# Hajime Kanzaka
Hajime Kanzaka (神坂 一 Kanzaka Hajime, nació el 17 de julio de 1964) es un escritor de novelas y mangas japonés, reconocido principalmente por su obra Slayers (Reena y Gaudy en España; Los justicieros en Latinoamérica). Esta obra alcanzó tal popularidad a nivel mundial, que ha sido adaptada en múltiples series animadas, llegando ya a 5 temporadas.
Kanzaka nació en Osaka, Japón. Su principal obra, Slayers, ha alcanzado la no despreciable suma de 54 novelas. Kanzaka también escribió el guion de las 3 películas que ha tenido la serie.
Dentro de sus pasatiempos, destaca su fanatismo por los juegos de cartas intercambiables, los videojuegos y la construcción de modelos de la serie Gundam.

## Obras
- Slayers (スレイヤーズ Sureiyāzu?) - Novelas, manga, serie de tv, películas, OVA etc...
- Lost Universe (ロスト・ユニバース Rosuto Yunibāsu?) - novelas, manga, Serie de TV
- Higaeri Quest (日帰りクエスト Higaeri Kuesuto?) - Historia manga de tipo (shōjo)
- Yami no Sadame o Seōmono (闇の運命を背負う者?) - Historia manga de fantasía
- Sheriff Stars MS (シェリフスターズ MS Sherifu Sutāzu Emuesu?) - Historia de manga de ciencia ficción
- DOORS I Mazekoze Shuuzenya (DOORS I まぜこぜ修繕屋?) - light novel (shōnen)